# 竹添進一郎

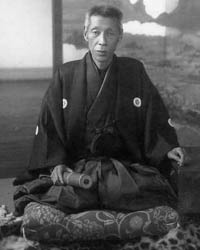
竹添進一郎

竹添 進一郎（たけぞえ しんいちろう、1842年4月25日〈天保13年3月15日〉- 1917年〈大正6年〉3月31日）は、日本の外交官、漢学者。名は漸、字は光鴻（こうこう、みつあき）、号は井井（せいせい）と称した。甲申政変時の朝鮮弁理公使であり、後に漢学者として活躍した。日本学士院賞受賞。熊本県近代文化功労者。

## 来歴
肥後国天草（現・熊本県上天草市大矢野町）生まれ。父である小田順左衛門（竹添筍園）は、肥前国島原出身の医者（熊本藩医）で、天草大矢野島に移り住み、上八幡宮の宮司二上出雲の娘である美加と結婚した。順左衛門は儒学者広瀬淡窓門下十八傑の一人でもあり、進一郎が幼い頃より儒学を教えた。
1855年（安政2年）15歳の時、天草より熊本に出て儒学者木下韡村の門下生となった。学業は極めて優秀で、木下門下では、井上毅、木村弦雄と三才子と称され、さらに古荘嘉門を加えて四天王といわれる。藩校時習館の居寮生となり、木下のはからいで士分に取り立てられ、藩命により京都、江戸、奥州を訪れる。江戸では勝海舟の知遇を得る。
1871年（明治4年）、廃藩置県で失職し熊本市や玉名市で私塾を営んだ後、1875年（明治8年）に上京する。勝海舟の紹介で森有礼全権公使に随行し、清国へ渡った。同郷の津田静一と共に清国を旅し「桟雲峡雨日記」を記した。また考証学者の兪樾と交流した。その後、天津領事、北京公使館書記官などを経て、1882年（明治15年）、花房義質の後任として朝鮮弁理公使となるが、甲申政変に深く関わり辞任した。明治10年代には橋本綱常に漢籍を教諭し、天津に留学した綱常の長男にも漢学を指導した。
1893年（明治26年）、東京帝国大学教授に就任し漢文学を講じた。退官後、小田原に暮らし、76歳で没した。1914年（大正3年）、日本学士院賞受賞（第4回）。文学博士。従三位勲三等。熊本県近代文化功労者。次女の須磨子は、講道館柔道の創始者である嘉納治五郎と結婚した。媒酌人は、木下韡村の次男で後に京都帝国大学の総長となった木下広次が務めている。

## 主な著作
- 桟雲峡雨日記　初版は中溝熊象、明治12年（1880年）刊
  - 復刻版 「幕末明治中国見聞録集成 第19巻」ゆまに書房、1997年。小島晋治監修 　　
  - 岩城秀夫訳註「桟雲峡雨日記　明治漢詩人の四川の旅」 平凡社東洋文庫、2000年。口語訳・注解
- 孟子論文
- 評註歴代古文鈔
- 左氏会箋　弟子の島田翰との共作
  - 冨山房〈漢文大系〉10・11巻、1984年（新装増補版）
- 論語会箋

## 栄典
位階
- 1886年（明治19年）10月28日 - 従四位[6]
- 1917年（大正6年）3月31日 - 従三位[7]

勲章
- 1917年（大正6年）3月31日 - 勲三等瑞宝章[7]